# Джейн Адамс
 Тази статия е за американската общественичка.  За актрисата вижте Джейн Адамс (актриса).  
Джейн Адамс (на английски: Jane Addams) е американска общественичка и пацифистка. Председател на „Международната женска лига за мир и свобода“. През 1931 г. получава Нобелова награда за мир, заедно с Никълъс Бътлър.

## Произход и образование (1860 – 1883)
Родена е на 6 септември 1860 година в Седървил, Илинойс, САЩ, осмо от деветте деца в семейството на Джон Хю Адамс, процъфтяващ банкер и сенатор на щата от републиканската партия, по убеждение аболиционист, и Сара Вебер. Когато Джейн е на 2-годишна възраст майка и умира. Момичето се привързва много към баща си, който остава за нея образец през целия ѝ живот.
През 1877 г. постъпва в Рокфордското женско училище, което подготвя жени за мисионерска работа. Завършва училището през 1881 г. с отличен успех, а една година по-късно получава бакалавърска степен. В края на 1881 г. постъпва в женски медицински колеж във Филаделфия, но поради слабото си здраве учи само няколко месеца. Смъртта на баща ѝ през същата година е тежък удар за нея.

## Обществена дейност (1883 – 1929)

### Хъл хаус
През 1883 г. Адамс, заедно с приятелката си Елен Гейтс Сартър, заминава за Европа. Двете посещават Тойнби хол, приют в лондонския Ист Енд, който се обслужва от група студенти от Оксфордския университет. Въодушевени от тяхната работа, Джейн и Елен се връщат в САЩ, решени да намерят място, където „биха могли да се научат на живот от самия живот“. Търсенето ги отвежда в 19-и квартал на Чикаго, бедняшки район, населен с емигранти. През септември 1889 г. приятелките се настаняват в дома на Чарлз Хъл и организират там експеримент, който привлича вниманието на най-видните реформисти на бъдещето.
В продължение на няколко години в Хъл хаус се организират детски ясли, библиотека, гимнастическа зала, работилница за подвързии, комунална кухня, художествено студио, музей на труда, а също така и пансион за млади работнички. Там се настаняват редица клубове, група художници, музикална школа и трупа артисти. Жителите на квартала можели да ходят на уроци по английски език, готвене, шиене и литература. Много хиляди обитатели на низините посещават Хъл хаус по различно време. Благодарение на подкрепата на състоятелни чикагски филантропи възможностите на Хъл хаус нарастват. Зданията стават тринадесет, разширява се образователната, социалната и възстановителната сфера на дейност. Но благотворителната дейност на меценатите в редица случаи се възпира от опитите на Адамс да подобри живота на бедните с политически методи. Хъл хаус допринася не малко за приемането на първия в Илинойс закон за инспектиране на фабриките през 1893 г. Две години по-късно в Хъл хаус е издаден социологически обзор на предприятията с експлоататорска система на труд, на гъсто населените жилищни квартали и т.н. Под натиска на Хъл хаус е създаден първия в страната съд за непълнолетни (1889 г.). Адамс използва своето влияние за разработване на законодателства за детския и женския труд, за задължителното училищно образование и за техниката на безопасност в промишлеността. Подобно на други образовани жени, тя се заема с лобизъм, събирайки данни, водейки статистика и въздействайки върху общественото мнение.

### Избирателно право на жените
Твърдо убедена, че „моралните сили на жената“ трябва да се изразяват в гласуването, Адамс участва в чикагската компания на суфражетките през 1907 г. От 1911 до 1914 г. е вицепрезидент на Американската асоциация за избирателно право на жените, присъства и на конгреса на Международния съюз за женско избирателно право в Будапеща. Адамс смята, че природата е надарила жената с всичко необходимо за участие в живота на обществото и че като получат граждански права, жените биха могли да допринесат още повече за решаването на социалните проблеми. След приемането на конвенцията от 1912 г. Адамс преразглежда отношението си към кандидатурата на Теодор Рузвелт, като провежда кампания в негова подкрепа.

### Първата световна война
В началото на Първата световна война Адамс участва в движението на пацифистите. През януари 1915 г. е избрана за председател на новосъздадената Женска партия за мир. Няколко месеца по-късно, заедно с Емили Грийн Болч, участва в работата на Международния конгрес на жените в Хага. По това време е и неуспешният опит да се постигне примирие между воюващите държави с помощта на неутралните страни.
Когато пред 1917 г. САЩ влизат във войната, Адамс не изменя на своите пацифистки възгледи. Тя протестира срещу мобилизацията, в разгара на военната истерия организира кампания в защита на немските имигранти, сътрудничи на Американската администрация за подпомагане, ръководена от Хърбърт Хувър, за да се помогне с продоволствия на децата и жените в Германия. През 1920 г. Адамс е сред основателите на Американския съюз за граждански свободи. По това време малцина споделят нейните възгледи. Пресата ругае Адамс, Рузвелт я нарича „могъщата мишка“, а правосъдното министерство я поставя под наблюдение. Обвинена в подривна дейност и предателство, тя е изключена от Съюза на дъщерите на американската революция, обвиняват я в комунистически възгледи.

### Международна женска лига за мир и свобода
Привързаността ѝ към мира не свършва с войната в Европа. През 1919 г. Адамс е избрана за президент на Международната женска лига за мир и свобода, която дължи появата си на Хагския конгрес през 1915 г. Лигата се застъпва за „решаване на конфликтите за сметка на човешката солидарност, умиротворяването, световното сътрудничество и установяването на социална, политическа и икономическа справедливост за всички без разлика от пол, раса, класа и религия“.
Адамс смята, че политиката на пасивна съпротива, пропагандирана от Махатма Ганди, не гарантира сама по себе си мир, който може да бъде запазен само с организиран натиск върху правителствата. Под нейно ръководство Международната женска лига се стреми да отстрани военната опасност чрез преразглеждане на мирните договори, отказ от военна повинност, всеобщо разоръжаване и прекратяване на изплащането на репарации. Заедно с Емили Грийн Болч, секретар-ковчежник на лигата, Адамс се опитва да въздейства върху Обществото на народите, стремейки се към демократизиране на организацията по пътя на признаването на малцинствата. Разклатеното ѝ здраве я принуждава да напусне Женската лига през 1929 г.

## Личен живот и последни години (1929 – 1935)
Целият си живот Адамс прекарва сред жени. Заради болест в гръбначния стълб не може да има деца и не се омъжва. Приятелите ѝ я помнят като дружелюбен и отзивчив човек, макар и склонен да се затваря в себе си. Свързва я най-топла дружба с Елън Гейтс Сартър и Мери Розен Смит. Последните си години от своя живот Адамс прекарва повече при Мери Смит отколкото в Хъл хаус. Умира от рак на 21 май 1935 година в Чикаго на 74-годишна възраст. Погребана е в малко гробище в Седървил.

## Публикации
- Democracy and Social Ethics, New York: Macmillan, 1902.
- Children in American Street Trades, New York: National Child Labor Committee, 1905.
- New Ideals of Peace, Chautauqua, N.Y.: Chautauqua Press, 1907.
- The Wage-Earning Woman and the State, Boston: Boston Equal Suffrage Association for Good Government, 1910s.
- Twenty Years at Hull House. By Jane Adams. New York: The Macmillan Company, 1912. Copyright 1910., On-line edition at the Celebration of Women Writers.
- Symposium: Child Labor on the Stage, New York: National Child Labor Committee, ?1911.
- The Long road of woman's memory, New York: Macmillan Co., 1916.
- The Spirit of youth and the City Streets. (1909) (Dodo Press 2007)